# Eugen Claassen

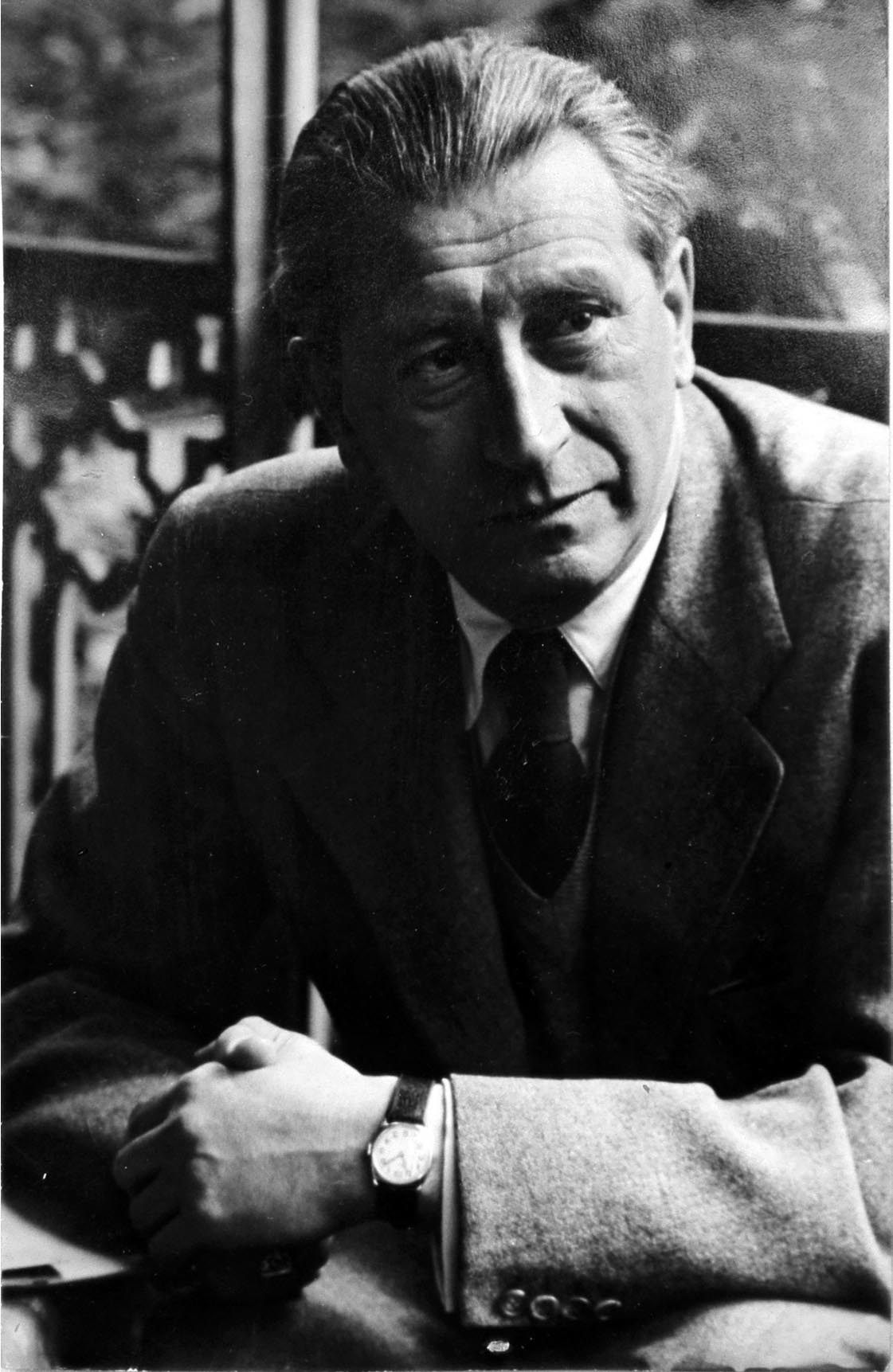
Eugen Claassen ca. 1954

Eugen Claassen (* 14. Februar 1895 in Zürich; † 26. April 1955 in Hamburg) war ein deutscher Verleger.

## Familie
Eugen Claassens Geburtsname war Jewgenij Schmujlow, den er bis 1917 trug: Sein russischer Vater Wladimir Schmujlow, geboren in Charkow, hatte 1890 die ukrainische Geburtsstadt verlassen und in Dresden Chemie und Soziologie studiert. Dort lernte Schmujlow die deutsche Schauspielerin Maria Claassen (* 1869 in Tilsit) kennen, die väterlicherseits von Mennoniten abstammte. Mangels einer staatlichen Erlaubnis für ihre Ehe heiratete das Paar in London. Ein Trauzeuge war Friedrich Engels. Von London ging das Ehepaar Schmujlow nach Zürich, wo Eugen Schmujlow geboren wurde.

## Leben
Von Zürich zog die Familie 1898 nach München, wo der Vater die Leitung der russischen Abteilung in der Münchener Rückversicherungs-Gesellschaft übernahm. 1901 wurde Eugen Schmujlow in der orthodoxen Kirche am Salvatorplatz in München getauft, gemeinsam mit seiner Schwester Hertha.
Im Kriegsjahr 1915 begann Schmujlow – nach dem Besuch eines Gymnasiums – an der Ludwig-Maximilians-Universität München sowie in Berlin an der Humboldt-Universität zu Berlin ein Studium der Philosophie und Kunstgeschichte. Schmujlow wurde 1917 ins Deutsche Reich eingebürgert und nahm den Geburtsnamen seiner Mutter an. Das Studium musste er im Ersten Weltkrieg wegen seiner Soldatenzeit von 1917 bis 1918 unterbrechen. Im Jahr 1922 wurde Eugen Claassen in München mit einer Dissertation über Erkenntnistheorie und Realontologie promoviert. Das Thema lautete Realität und Idealität. Ein erkenntnistheoretischer Versuch zur Realgrundierung der Idealität.
Danach arbeitete Claassen bis 1925 in der Frankfurter Zeitung, die zum Unternehmen Frankfurter Societäts-Druckerei gehörte. Innerhalb des Unternehmens war er von 1925 bis 1935 als Leiter des Societäts-Verlages tätig.
Im Frühjahr 1934 begannen Eugen Claassen und Henry Goverts die Planung für die Gründung eines eigenen Verlages. In Frankfurt am Main gründeten sie am 20. Dezember 1934 den H. Goverts Verlag in der Rechtsform einer GmbH mit dem Geschäftssitz in Hamburg-Rotherbaum, zunächst Alte Rabenstraße 12 und dann Moorweidenstraße 14. Trotz der Gründung blieb Claassen noch in Frankfurt. Zum 1. Mai 1935 wechselte er dann als Geschäftsführer des Verlages nach Hamburg. Zu den Mitarbeitern zählten der Lehrer Heinrich Landahl, der Lektor Wilhelm Gollub und seine Ehefrau Hildegard Claassen.

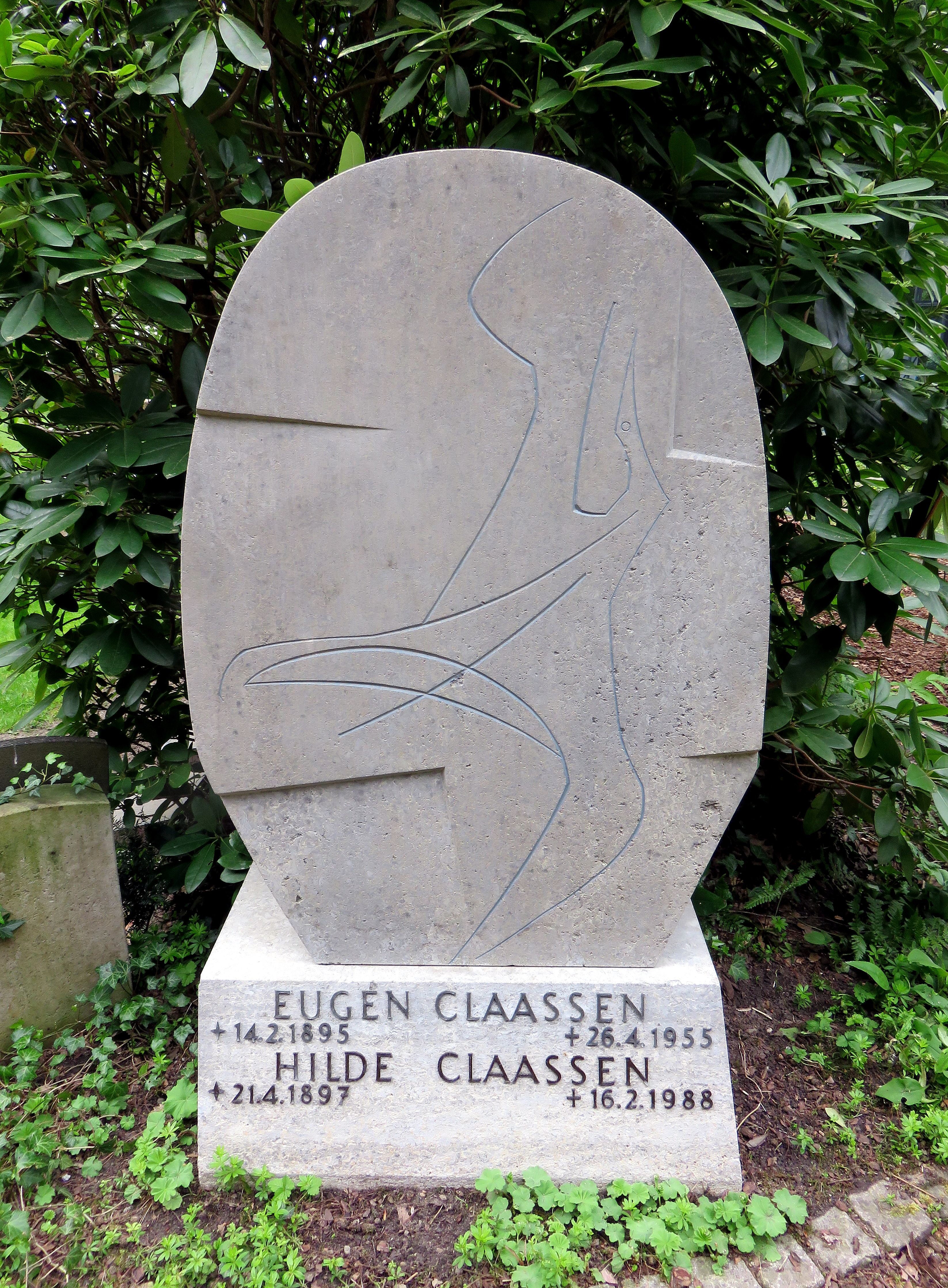
Grabstein Claassen im Garten der Frauen auf dem Friedhof Ohlsdorf

Als erste Bücher erschienen Ende 1935 die Romane Frau Orpha von Marie Gevers, Anna Linde von Editha Klipstein und Peter Abälard von Helen Waddell. Ein erster Bestseller gelang dem Verlag im Jahr 1937 mit der deutschen Ausgabe von Margaret Mitchells Vom Winde verweht in der Übersetzung von Martin Beheim-Schwarzbach. Bis Juli 1941 hatte das Buch eine Auflage von 276.900 Exemplaren erreicht.
Nach dem Zweiten Weltkrieg erhielt Henry Goverts von der Britischen Besatzungsmacht die Lizenz, den Verlag unter der Firmierung Claassen & Goverts neu zu gründen. Im Jahr 1947 trennten sich Henry Goverts und Eugen Claassen, der nun unter dem Namen Claassen Verlag die Firma bis zu seinem Tod im Jahr 1955 weiterführte. Danach übernahm seine Ehefrau Hildegard Claassen die Geschäftsführung.
Eugen Claassen wurde auf dem Ohlsdorfer Friedhof, Planquadrat AB 23, 091-3 (westlich Kapelle 6), beigesetzt. Der vom deutschen Bildhauer Hans Martin Ruwoldt geschaffene Grabstein befindet sich seit April 2020 im Garten der Frauen.